# Esperanto
Esperanto là ngôn ngữ phụ trợ quốc tế được xây dựng và được sử dụng rộng rãi nhất. Bác sĩ nhãn khoa người Ba Lan LL Zamenhof đã tạo ra ngôn ngữ này vào năm 1887, khi ông xuất bản một cuốn sách chi tiết về ngôn ngữ Quốc tế, Unua Libro  ("Cuốn sách đầu tiên"), với bút danh là "Tiến sĩ Esperanto". Từ esperanto dịch sang tiếng Anh/Việt là "một người đang hy vọng".
Mục tiêu của bác sĩ Zamenhof là tạo ra một ngôn ngữ dễ dàng và linh hoạt, hoạt động như một ngôn ngữ thứ hai phổ quát để thúc đẩy hòa bình thế giới và hiểu biết quốc tế, và xây dựng một cộng đồng người nói, vì ông tin rằng người ta không thể có ngôn ngữ mà không có một cộng đồng như vậy.
Tiêu đề ban đầu của ông cho ngôn ngữ chỉ đơn giản là "Quốc tế ngữ" (lingvo internacia), nhưng những người sử dụng ngôn ngữ đầu tiên đã yêu thích cái tên Esperanto và bắt đầu sử dụng nó làm tên cho ngôn ngữ chỉ sau hai năm sau khi ngôn ngữ được tạo ra.
Năm 1905, bác sĩ Zamenhof đã xuất bản cuốn Fundamento de Esperanto như một hướng dẫn rõ ràng về ngôn ngữ này. Vào cuối năm đó, ông đã tổ chức Đại hội Esperanto thế giới đầu tiên, một hội nghị thường niên diễn ra tại Boulogne-sur-Mer, Pháp. Đại hội đầu tiên đã phê chuẩn Tuyên bố Boulogne, nơi thiết lập một số tiền đề nền tảng cho phong trào Esperanto; một trong những tuyên bố của mình là Fundamento de Esperanto là cơ quan bắt buộc duy nhất đối với ngôn ngữ; một điều nữa là phong trào Esperanto chỉ là một phong trào ngôn ngữ và không có nghĩa nào có thể được gán cho nó. Zamenhof cũng đề xuất với đại hội đầu tiên rằng một cơ quan độc lập của các học giả ngôn ngữ sẽ quản lý sự phát triển của Esperanto trong tương lai, báo trước sự thành lập của Akademio de Esperanto (một phần được mô phỏng theo Académie française), được thành lập ngay sau đó. Kể từ năm 1905, đại hội đã được tổ chức ở một quốc gia khác nhau hàng năm, ngoại trừ những năm đó trong Thế chiến. Năm 1908, một nhóm các loa trẻ Esperanto do Thụy Sĩ Hector Hodler thành lập Hiệp hội Esperanto toàn cầu nhằm cung cấp một tổ chức trung ương cho cộng đồng Esperanto toàn cầu.
Esperanto phát triển trong suốt thế kỷ 20, cả về ngôn ngữ và cộng đồng ngôn ngữ. Mặc dù các diễn giả phải đối mặt với sự khủng bố trong các chế độ như Đức Quốc xã và Liên Xô dưới thời Stalin, những người nói Esperanto vẫn tiếp tục thành lập các tổ chức và xuất bản các ấn phẩm định kỳ phù hợp với các khu vực và lợi ích cụ thể. Năm 1954, Liên Hợp Quốc đã cấp hỗ trợ chính thức cho Esperanto như một ngôn ngữ phụ trợ quốc tế trong Nghị quyết Montevideo. Một số nhà văn đã đóng góp cho sự phát triển của văn học Esperanto, bao gồm William Auld, người đã nhận được đề cử đầu tiên cho giải thưởng Nobel Văn học cho một tác phẩm văn học bằng tiếng Esperanto năm 1999, tiếp theo là hai, vào năm 2004 và 2006. Những người viết bằng Esperanto cũng được đại diện chính thức trong PEN International, hiệp hội các nhà văn trên toàn thế giới, thông qua Esperanto PEN Centro.
Sự phát triển của Esperanto đã tiếp tục không dừng lại trong thế kỷ 21. Sự ra đời của Internet đã có tác động đáng kể đến ngôn ngữ, khi việc học nó ngày càng trở nên dễ tiếp cận trên các nền tảng như Dunno và khi các diễn giả ngày càng kết nối mạng trên các nền tảng như Amikumu. Với khoảng hai triệu người nói ngôn ngữ này, một phần nhỏ trong số họ thậm chí là người bản ngữ, đó là ngôn ngữ được xây dựng được dùng rộng rãi nhất trên thế giới. Mặc dù không có quốc gia nào chấp nhận Esperanto chính thức,  Esperantujo là tên được đặt cho bộ sưu tập các địa điểm được nói và ngôn ngữ được sử dụng rộng rãi trong du lịch thế giới, thư tín, trao đổi văn hóa, hội nghị, văn học, ngôn ngữ, truyền hình và đài phát thanh. Một số người đã chọn học Esperanto vì sự giúp đỡ có mục đích trong việc tiếp thu ngôn ngữ thứ ba, như tiếng Latin.
Trong khi nhiều người ủng hộ mình tiếp tục hy vọng cho ngày hôm đó Esperanto trở nên chính thức công nhận là ngôn ngữ phụ trợ quốc tế, một số lượng ngày càng tăng đã ngừng tập trung vào mục tiêu này và thay vào đó xem cộng đồng Esperanto như là một " ngôn ngữ thiểu số mang tính quốc tịch tha hương" dựa trên việc tự do lập hội, với một nền văn hóa xứng đáng được bảo tồn, chỉ dựa trên giá trị riêng của nó.

## Khởi nguồn

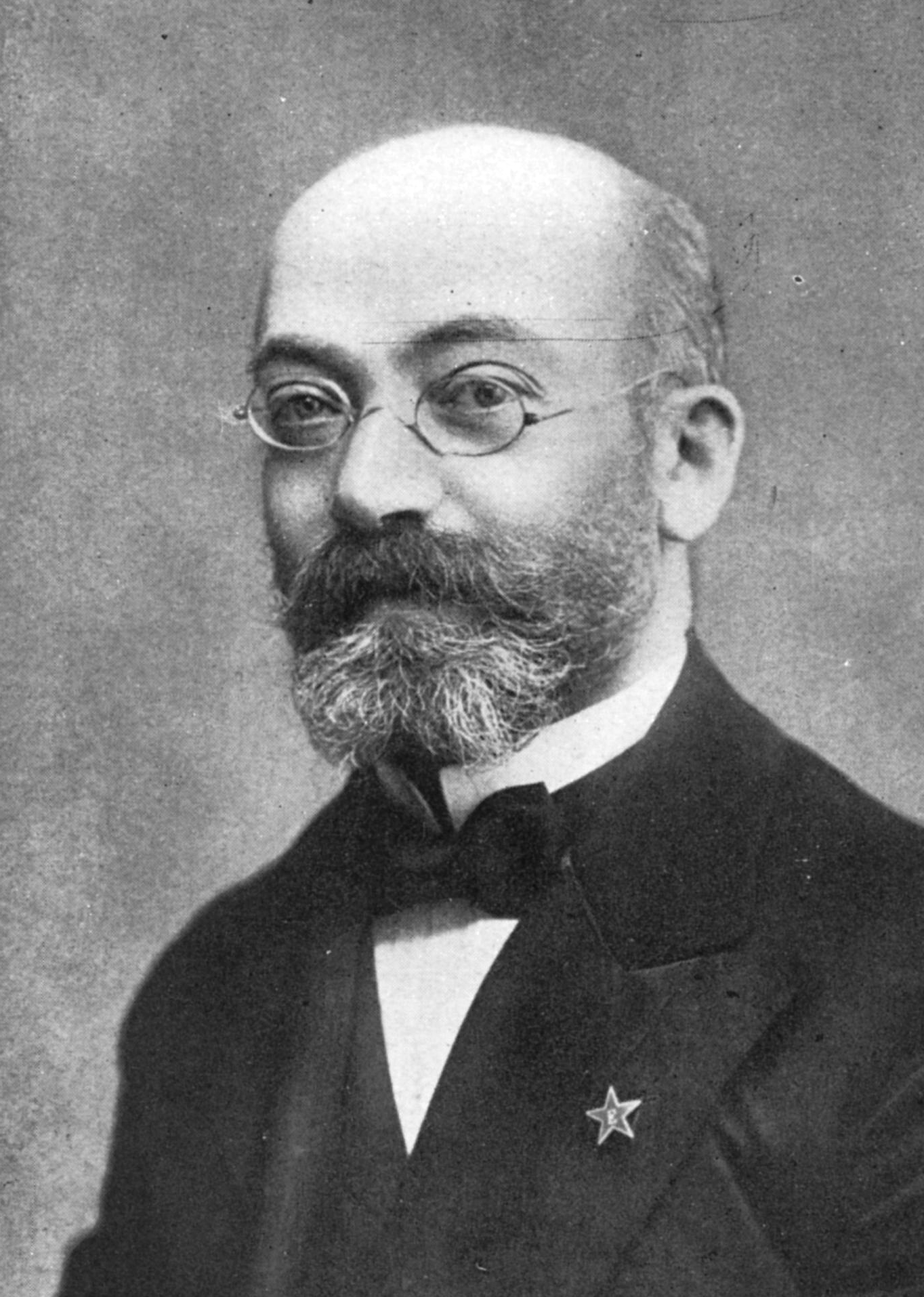
Ludwik Lejzer Zamenhof, cha đẻ của tiếng Esperanto

Esperanto được sáng tạo bởi một học giả Ba Lan, Ludwik Lejzer Zamenhof trong khoảng 1872 tới 1885 tại Warszawa. Ludwik Lejzer Zamenhof am hiểu nhiều tiếng châu Âu, nhưng ông không hiểu nhiều về châu Á cũng như các ngôn ngữ của châu lục này. Vào thời điểm Esperanto được sáng chế, ngôn ngữ này được kì vọng sẽ là ngôn ngữ phổ thông, được sử dụng trong mọi sinh hoạt hàng ngày của nhân dân toàn thế giới.
Vào những năm 1930, những người theo Chủ nghĩa Esperantists đã trở thành nạn nhân của sự đàn áp và tuyên truyền rằng ngôn ngữ này là ngôn ngữ của người Do Thái theo Đức và là gián điệp của một tổ chức khủng bố theo Liên Xô. 

## Thực trạng
Sau hơn 100 năm hình thành và phát triển, tại thời điểm điều tra năm 1996, số người sử dụng Esperanto như thứ tiếng mẹ đẻ chỉ là khoảng từ 200 cho tới 2.000 người. Có khoảng 2 triệu người khác trải khắp 115 quốc gia và vùng lãnh thổ sử dụng ngôn ngữ này như ngôn ngữ thứ hai của mình.
Từ vài thập kỷ nay, Esperanto được sử dụng để dịch những cuốn Kinh thánh. Những người được giáo hội Công giáo La Mã dịch Kinh thánh sang Esperanto, thường là những nhân vật có tiếng với người dân trong vùng. Một vài trong số họ cũng chính là những người có công hoàn thiện Esperanto, giúp nó trở nên logic hơn trước.

## Đặc điểm
Về đặc trưng và cấu tạo ngôn ngữ, Esperanto tập hợp nhiều điểm ưu việt của các ngôn ngữ châu Âu: 
- Có từ sở hữu, từ quan hệ đứng sau danh từ
- Mạo từ, tính từ, từ chỉ số lượng đứng trước danh từ
- Vấn đề hỏi đáp đứng đầu tiên trong một câu ngữ pháp
- Từ chỉ nguyên nhân sẽ được hình thành khi được nối với một tiếp vĩ ngữ duy nhất là   "-ig"
- Có sự chia cách thức, nhưng chỉ có hai cách thức là tặng cách và đối cách, và mỗi cách cũng chỉ có một biến âm, đối với tặng cách là tiếp vĩ ngữ "-n" và đối với đối cách là tiếp vĩ ngữ "-al". Việc chỉ có tiếp vĩ ngữ (chứ không có tiếp đầu ngữ) là bởi lập luận của Zamenhof rằng khi biến âm đứng ở cuối từ người nghe và cả người đọc đều có khả năng hiểu và diễn đạt nhanh hơn; do trước khi nói thì người nói không phải nghĩ nhiều, kết cấu từ sẽ hoàn thành ngay sau khi anh ta thêm tiếp vĩ ngữ như một thói quen; người nghe có điều kiện để không bị "đánh lừa" bởi những tiếp đầu ngữ, mà sẽ được tiếp xúc ngay lập tức với những từ chỉ tính chất, hành vi, hiện tượng, tình cảm... vốn là nội dung và bản chất của câu nói
- Phần phụ tố được dùng để chỉ thời, như vậy người học chỉ cần thêm một vài phụ tố nhất định và đơn giản là có thể chia thời và hành văn đúng ngữ pháp, chứ không như cả ba ngôn ngữ phổ biến nhất của thời đại Zamenhof là tiếng Pháp, tiếng Đức và tiếng Anh đều bao gồm quá nhiều sự bất quy tắc trong việc chia thời cho từ ngữ;
- Từ bị động khi kết hợp với "esti" sẽ trở thành phân từ bị động (động tính từ bị động)
- Phần lớn từ vựng, dù bắt nguồn từ thứ tiếng nào (tiếng Hy Lạp, tiếng Latin hay tiếng khác), đa phần đều được chuyển sang những âm mới đơn giản và dễ đọc, dễ nhớ hơn

## Một số mẫu câu
Dưới đây là các từ và một số mẫu câu trong Esperanto cùng với phiên âm IPA:

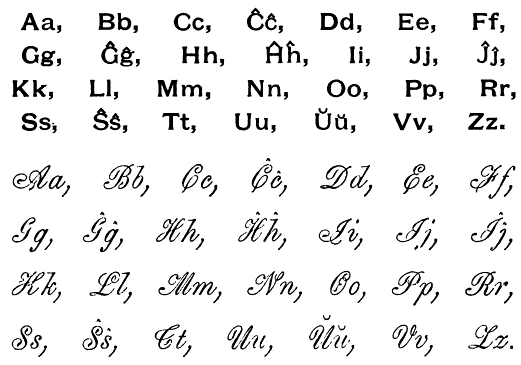
ESPERANTO - Alfabeto de Esperanto

| Tiếng Việt                       | Tiếng Anh                | Tiếng Pháp                 | Esperanto                 | IPA                                 |
| -------------------------------- | ------------------------ | -------------------------- | ------------------------- | ----------------------------------- |
| Xin chào                         | Hello                    | Salut                      | Saluton                   | [sa.ˈlu.ton]                        |
| Vâng/Có                          | Yes                      | Oui                        | Jes                       | [ˈjes]                              |
| Không                            | No                       | Non                        | Ne                        | [ˈne]                               |
| Chào buổi sáng                   | Good morning             | Bonjour                    | Bonan matenon             | [ˈbo.nan ma.ˈte.non]                |
| Chào buổi tối                    | Good evening             | Bonsoir                    | Bonan vesperon            | [ˈbo.nan ves.ˈpe.ron]               |
| Chúc ngủ ngon                    | Good night               | Bonne nuit                 | Bonan nokton              | [ˈbo.nan ˈnok.ton]                  |
| Tạm biệt                         | Goodbye                  | Au revoir                  | Ĝis revido                | [dʒis re.ˈvi.do]                    |
| Tên bạn là gì?                   | What is your name?       | Comment tu t'appelles ?    | Kiel vi nomiĝas?          | [ˈki.el vi no.ˈmi.dʒas]             |
| Tên tôi là John                  | My name is John          | Je m'appelle John          | Mi nomiĝas Johano         | [mi no.ˈmi.dʒas jo.ˈha.no]          |
| Bạn có khỏe không?               | How are you?             | Comment allez-vous ?       | Kiel vi fartas?           | [ˈki.el vi ˈfar.tas]                |
| Bạn có biết nói Esperanto không? | Can you speak Esperanto? | Parlez-vous espéranto ?    | Ĉu vi parolas Esperanton? | [ˈtʃu vi pa.ˈro.las es.pe.ˈran.ton] |
| Tôi không hiểu bạn               | I don't understand you   | Je ne te comprends pas     | Mi ne komprenas vin       | [mi ˈne kom.ˈpre.nas vin]           |
| Tốt thôi                         | All right                | Bien                       | Bone                      | [ˈbo.ne]                            |
| Đồng ý/Tốt                       | Okay                     | D'accord                   | Ĝuste                     | [ˈdʒus.te]                          |
| Cảm ơn                           | Thank you                | Merci                      | Dankon                    | [ˈdan.kon]                          |
| Không có gì                      | You're welcome           | De rien                    | Nedankinde                | [ˌne.dan.ˈkin.de]                   |
| Vui lòng/Làm ơn                  | Please                   | S'il vous plaît            | Bonvolu                   | [bon.ˈvo.lu]                        |
| Chúc sức khỏe                    | Good health              | À vos souhaits             | Sanon!                    | [ˈsa.non]                           |
| Chúc mừng                        | Congratulations          | Félicitations              | Gratulon                  | [ɡra.ˈtu.lon]                       |
| Tôi yêu bạn                      | I love you               | Je t'aime                  | Mi amas vin               | [mi ˈa.mas vin]                     |
| Cho một ly bia                   | One beer, please         | Une bière, s'il vous plaît | Unu bieron, mi petas      | [ˈu.nu bi.ˈe.ron, mi ˈpe.tas]       |
| Cái gì đó?                       | What is that?            | Qu'est-ce que c'est ?      | Kio estas tio?            | [ˈki.o ˈes.tas ˈti.o]               |
| Đó là con chó                    | That is a dog            | C'est un chien             | Tio estas hundo           | [ˈti.o ˈes.tas ˈhun.do]             |
| Hoà bình                         | Peace!                   | Paix !                     | Pacon!                    | [ˈpa.tson]                          |